# ليام سميث
ليام سميث (بالإنجليزية: Liam Smith)‏ (28 سبتمبر 1995 المملكة المتحدة - ) هو لاعب كرة قدم بريطاني يلعب كلاعب وسط.

## روابط خارجية
- ليام سميث على موقع قاعدة بيانات كرة القدم.إي يو (الإنجليزية)
- ليام سميث على موقع Soccerway.com (الإنجليزية)